# Казнаков, Василий Геннадьевич
Василий Геннадьевич Казнаков (1822—1877) — начальник I Округа путей сообщения, тайный советник.

## Биография
Происходил из небогатого дворянского рода Казнаковых: отец — генерал-майор Геннадий Иванович Казнаков (1792—1851); мать — Надежда Васильевна, урождённая Куломзина (1800—1853). Братья: Николай (1824—1885), Геннадий (1833—1870).
После окончания Института корпуса инженеров путей сообщения, весной 1839 года он был произведён в прапорщики. В 1841 году был произведён в поручики и поступил на службу в I Округ путей сообщения. В Правлении Округа занимался нивелировкой при осушке болот в Санкт-Петербургской губернии; в 1844 году произведён в капитаны, в 1846 году был удостоен ордена Св. Анны 3-й степени.
В 1848—1850 годах преподавал прикладную механику в Петербургском технологическом институте. С 1850 года состоял по особым поручениям при главноуправляющем путей сообщения. Став подполковником в 1851 году он назначен начальником Искусственного отделения Правления I Округа путей сообщения. Служил в статистическом комитете (1853); был начальником отделения Департамента искусственных дел (1856) и делопроизводителем «Комитета для начертания общего плана водяных и сухопутных сообщений империи».
В 1856 году составил «Описание Ладожского канала, в историческом и статистическом отношениях».
В 1858 году был награждён орденом Св. Станислава 2-й степени (1858); с 1860 года — полковник. С 1861 года состоял в главном управлении Свирского канала и членом комитета по устройству Новоладожского канала. В 1864 году награждён орденом Св. Станислава 2-й степени с императорской короной, а после открытия Новоладожского канала в 1866 году, за участие в его строительстве — орденом Св. Владимира 4-й степени, в 1869 году — орденом Св. Анны 2-й степени. Действительный статский советник с 1870 года. Участвовал в деятельности комиссии по изысканию выгоднейшего направления Сибирской железной дороги.
В 1871—1877 годах В. Г. Казнаков состоял начальником I Округа путей сообщения, в ведении которого находились Приладожские каналы и Нева. В 1872 году был награждён орденом Св. Владимира 3-й степени, в 1874 году — орденом Св. Станислава 1-й степени. Осенью 1877 года подал прошение об отставке 13 декабря императором было утверждено решение: за долговременную (38 лет и 6 месяцев) и верную службу наградить В. Г. Казнакова «мундиром и пенсией, равной полному окладу по чину IV класса, а для „усиления“ пенсии произвести его в чин тайного советника». По иронии судьбы В. Г. Казнаков умер в этот же день, 13 декабря 1877 года, в 7 часов вечера в петербургской казённой квартире. Был похоронен на кладбище сельца Сари Новоладожского уезда.
В собственности В. Г. Казнакова числилось 4 000 десяти земли в Новоладожском уезде Санкт-Петербургской губернии.

## Семья
Жена: дочь штабс-капитана Лидия Алексеевна Главацкая (1831—1909).
Дети: Геннадий (1855—?), Алексей (1856—1880), Анатолий (1858—?), Борис (1860—?), Лидия (1871—1938).